# Ernst Kuss
Ernst Kuss (* 4. November 1888 in Riesenburg, Westpreußen; † 16. Juni 1956 in Duisburg) war Chemiker, Hüttendirektor und Sozialpolitiker.

## Leben
Kuss studierte in Berlin und Breslau Chemie. In Berlin schloss er sich der Turnerschaft Brandenburgia (heute Turnerschaft Berlin im CC) an. 1914 wurde er mit der Arbeit „Über die Reaktion zwischen gasförmigen Borwasserstoffen und Basen“ promoviert. Er war von 1918 bis 1922 Assistent von Alfred Stock am Kaiser-Wilhelm-Institut für Chemie in Berlin-Dahlem.
Von 1938 bis 1955 war Kuss Direktor der Duisburger Kupferhütte, einer Tochtergesellschaft der I.G. Farbenindustrie AG. Die Duisburger Kupferhütte war von 1945 bis 1952 beschlagnahmt und der Aufsicht eines britischen Kontrolloffiziers unterstellt. Kuss gelang es jedoch, Demontagen zu verhindern und das Werk trotz erheblicher Kriegsschäden innerhalb kurzer Zeit wieder in Gang zu bringen. Ab 1953 setzte er die Abschaffung der Stechuhren und die Zahlung eines Ergebnislohnes am Jahresende an die Mitarbeiter durch. So realisierte er eine Form von Beteiligung der Mitarbeiter am Unternehmensgewinn. Er verbreitete dieses Konzept unter dem Titel «Gerechter Lohn».
Kuss erhielt den Titel des Ehrendoktors der Technischen Hochschule Karlsruhe und der Universitäten München und Münster. Er war Gastprofessor des Polytechnic Institute of Brooklyn. Kuss war Träger der DECHEMA-Medaille (1954 verliehen), der Carl-Duisberg-Plakette und des Großen Verdienstkreuzes des Verdienstordens der Bundesrepublik (1955 verliehen).
Im Duisburger Stadtteil Buchholz wurde eine Straße nach ihm benannt.